# Austrozele longipalpis
Austrozele longipalpis är en stekelart som beskrevs av Van Achterberg 1993. Austrozele longipalpis ingår i släktet Austrozele och familjen bracksteklar. Inga underarter finns listade.